# Predio de los Albertocos
Predio de los Albertocos är en ort i Mexiko, tillhörande kommunen Temamatla i delstaten Mexiko. Predio de los Albertocos ligger i den centrala delen av landet och tillhör Mexico Citys storstadsområde. Orten hade 480 invånare vid folkmätningen 2010.